# Thalassoalaimus brasiliensis
Thalassoalaimus brasiliensis is een rondwormensoort uit de familie van de Oxystominidae. De wetenschappelijke naam van de soort is voor het eerst geldig gepubliceerd in 1956 door Gerlach.